# Hans Hessling
Hans Oskar Richard Hessling (* 22. März 1903 in Hamburg; † 24. Februar 1995 in Bad Oldesloe) war ein deutscher Schauspieler und Synchronsprecher.

## Leben
Hans Hessling wurde in Hamburg geboren und fuhr zunächst zur See, bevor er 1927 seine Theaterlaufbahn am Hamburger Schauspielhaus begann. Danach spielte er an Theatern in Leipzig, Zürich und Berlin, später auch Wien und Hamburg.
1935 gab er sein Filmdebüt in dem Gustav-Ucicky-Film Das Mädchen Johanna, und 1941 spielte er die Hauptrolle im Märchenfilm Das tapfere Schneiderlein. Durch seine Schauspielkarriere musste Hessling im Zweiten Weltkrieg nicht an die Front. Ab den 1950er Jahren spielte Hessling in Glückliche Reise, Alibi, Buddenbrooks und Der letzte Zeuge. Hans Hessling war bis ins hohe Alter hinein in diversen Fernsehfilmen zu sehen, öfter auch in Hauptrollen. Auch als Synchronsprecher war Hessling tätig. Mehrmals sprach er die Zeichentrickfigur Asterix. Daneben synchronisierte er auch James Cagney, Charlie Chaplin und Burgess Meredith sowie Geoffrey Bayldon in dessen Rolle als Catweazle.
Von 1949 bis 1995 hat Hessling im öffentlich-rechtlichen Rundfunk 117 Hörspiele eingesprochen; in den 1970er und 1980er Jahren war er auch als Sprecher für das Hörspiellabel Europa tätig. Er sprach bei Macabros, Die drei ???, Hui Buh, in der Rätsel-Serie, bei den Fünf Freunden von Enid Blyton und war der Conseil in 20.000 Meilen unter dem Meer.
Hessling starb im Februar 1995 knapp vier Wochen vor seinem 92. Geburtstag und wurde auf dem evangelischen Friedhof in Ahrensburg anonym beigesetzt.

## Filmografie (Auswahl)

### Als Schauspieler
- 1935: Das Mädchen Johanna
- 1938: Andalusische Nächte
- 1940: Das Herz der Königin
- 1941: U-Boote westwärts!
- 1941: Das tapfere Schneiderlein
- 1951: Corinna Schmidt
- 1953: Hab’ Sonne im Herzen
- 1954: Glückliche Reise
- 1955: Alibi
- 1956: Nacht der Entscheidung
- 1957: Wie ein Sturmwind
- 1958: Das Mädchen aus Hamburg (La fille de Hambourg)
- 1959: Buddenbrooks
- 1960: Bumerang
- 1960: Der letzte Fußgänger
- 1960: Bis dass das Geld Euch scheidet …
- 1960: An heiligen Wassern
- 1960: Der letzte Zeuge
- 1961: Stahlnetz: Saison (Fernsehserie)
- 1961: Der Traum von Lieschen Müller
- 1962: Die Soldaten
- 1962: Leben des Galilei
- 1962: Max, der Taschendieb
- 1963: Der 42. Himmel
- 1965: Ninotschka (Fernsehen)
- 1965: Die Chinesische Mauer
- 1970: Die Feuerzangenbowle
- 1971: Tatort – Kressin und der tote Mann im Fleet (TV-Reihe)
- 1971: Das Freudenhaus
- 1972: Kleinstadtbahnhof (Fernsehserie)
- 1972: Dem Täter auf der Spur (Fernsehserie, Folge: In Schönheit sterben)
- 1972: Sonderdezernat K1 (Fernsehserie, Folge: Vier Schüsse auf den Mörder)
- 1972: Dem Täter auf der Spur (Fernsehserie, Folge: Der Tod in der Maske)
- 1973: Lokaltermin (Fernsehserie, Folge: Auf die Minute)
- 1973: Sechs unter Millionen
- 1974: Die preußische Heirat
- 1975: Beschlossen und verkündet (Fernsehserie, mehrere Folgen)
- 1975: Hoftheater (Fernsehserie)
- 1976: Unter einem Dach (Fernsehserie, Folge: Kein großes Los)
- 1977: Es muß nicht immer Kaviar sein (Fernsehserie)
- 1978: Kommissariat 9 (Fernsehserie, Folge: Gewusst wie)
- 1979: Hatschi!!
- 1979: Timm Thaler (Fernsehserie)
- 1980: Onkel Bräsig (Fernsehserie, Folge: Die drei Bräute)
- 1981: Derrick – Das sechste Streichholz
- 1981: Ein Zug nach Manhattan
- 1981: Preußische Nacht
- 1981: Tatort – Das Zittern der Tenöre (TV-Reihe)
- 1982: Betti, die Tochter
- 1983: Der Trotzkopf (Fernsehserie)
- 1983: Ein Fall für zwei – Herr Pankraz, bitte!
- 1985: Mein Freund Harvey
- 1987: Sturmflut
- 1987: Der Landarzt
- 1988: Die letzte Fahrt der San Diego
- 1989: Die Männer vom K3 – Tödlicher Export (Fernsehserie)
- 1991: Großstadtrevier – Der verlorene Sohn (Fernsehserie)

### Als Synchronsprecher
James Cagney
- 1959: Ein Händedruck des Teufels als Sean Lenihan
- 1981: Ragtime als Commissioner Rheinlander Waldo

Burgess Meredith
- 1966: Batman hält die Welt in Atem als Pinguin
- 1976: Rocky als Mickey Goldmill
- 1979: Rocky II als Mickey Goldmill

Roger Carel
- 1967: Asterix der Gallier als Asterix
- 1968: Asterix und Kleopatra als Asterix
- 1976: Asterix erobert Rom als Asterix

#### Filme
- 1936: Für Raymond Hatton in Zorro, der blutrote Adler als Whips
- 1940: Für Charlie Chaplin in Der große Diktator als Friseur/Diktator Anton Hynkel
- 1947: Für Sam Jaffe in Tabu der Gerechten als Prof. Lieberman
- 1951: Für Barry Fitzgerald in Die silberne Stadt als R.R. Jarboe
- 1953: Für Alex Frazer in Blondinen bevorzugt als Pritchard
- 1963: Für Junius Matthews in Merlin und Mim als Archimedes
- 1966: Für Livio Lorenzon in Zwei glorreiche Halunken als Baker
- 1977: Für Harry Davenport in Die Braut kam per Nachnahme als Pop Tolliver

#### Serien
- Für Geoffrey Bayldon in Catweazle als Catweazle (Synchro für ZDF 1974)

## Hörspiele (Auswahl)
- 1955: Hugo von Hofmannsthal: Jedermann. Das Spiel vom Sterben des reichen Mannes (Teufel) – Regie: Hans Bernd Müller (SFB)
- 1971: Eva Maria Mudrich: Das Experiment – Regie: Fritz Schröder-Jahn
- 1979: Die drei ??? Der Karpatenhund (Folge 3, als Mr. Prentice)
- 1986: Die drei ??? und der Automarder (Folge 40, als Passant)
- 1995: Die drei ??? und die Rache des Tigers (Folge 61, als Mr. Adams)
- 1995: Die drei ??? Spuk im Hotel (Folge 62, als Mr. Hartford)